# Duna Kör
Duna Kör (deutsch Donaukreis) ist eine ungarische Umweltorganisation, die 1984 gegründet wurde, um den Bau des Kraftwerks Nagymaros zu verhindern. Gegner des Kraftwerks argumentierten, dass es eine Umweltkatastrophe auslösen würde, die tausende Menschen aus den Dörfern vertreiben würde, wo ihre Familien seit Jahrhunderten lebten. Gegner des Regimes schlossen sich bald dem aufkeimenden Umweltprotest an, und im Herbst 1988 hatte der Donaukreis ungefähr 10.000 Anhänger, die aktiv in den Straßen von Budapest gegen den Damm demonstrierten. Diese Aktionen reflektierten die Proteste im Sommer 1988, bei denen über 30.000 Menschen durch Budapest marschierten, um ihre Wut über Pläne der rumänischen Regierung, ganze ungarische Dörfer in Transsylvanien einzuebnen, auszudrücken. Es waren die größten Proteste in Ungarn seit 1956.
Diese Ereignisse werden als Beginn der Erosion der kommunistischen Herrschaft in Ungarn gesehen, die im Mai 1990 mit den ersten freien demokratischen Wahlen endete.
Der Gründer von Duna Kör war der Biologe János Vargha. Im Jahr 1985 wurde die Organisation mit dem alternativen Nobelpreis, dem Right Livelihood Award ausgezeichnet.